# 한얼문화유산연구원
한얼문화유산연구원은 문화재의 진단․보존․보호 및 그에 관한 연구를 통하여 민족문화의 우수성 선양, 문화창조에 기여하기 위하여 2004년 3월 8일 설립된 문화체육관광부 소관의 재단법인이다. 사무실은 충청남도 공주시 산성동 175-5번지 3층에 있다.

## 주요 사업
- 문화재 현황조사 및 연구
- 문화재 비파괴진단 및 보존 대책 연구
- 문화재보존과학 및 실측업 등
- 매장문화재 발굴조사 및 연구 등